# インディアナ大学サウスベンド校
インディアナ大学サウスベンド校 (Indiana University South Bend) はインディアナ大学システムの中で3番目に大きな大学である。IUSB または IUサウスベンド校と呼ばれている。ここはインディアナ州セントジョセフ郡、サウスベンド市内に位置する。IU サウスベンド校はAlexander Toradze ピアノ・スタジオで世界的な名声で最も有名である。

## 歴史
インディアナ大学は本校の拡張として1916年にサウスベントにて授業を提供し始めた。1960年代にこの分校は設立されビルは常設的な教育に使用されるため離れて設置された。

## 学科・学部
- 教養学部
- Division of Labor Studies
- Division of Nursing and Health Professions
- Ernestine M. Raclin School of the Arts
- School of Continuing Studies consisting of the General Studies Program 及び the Department of Continuing Education
- School of Business and Economics
- 教育学部
- School of Public and Environmental Affairs
- 社会福祉学部

## 学生
2004年の秋学期の IU サウスベント校の登録者は3,740人 (50%) がフルタイムである、学生数7,501人である。大学院生が1,179人であるのに対して、学部生は6,322人 (84%) である。
多くの IU サウスベント校の生徒は白人のインディアナ州民である。
NOVAより、毎年定期的にIUSBを利用したホームステイツアーが組まれている。

### 競技
IUSB のドッジボールクラブは男子 C 地区の2005年全米インドア・ドッジボール大会に優勝した。